# Callibia diana
Callibia diana es una especie de mantis de la familia de insectos Acanthopidae. Especie definida por Stoll en 1813.

## Distribución geográfica
Se encuentra en Bolivia, Brasil, Guayana Francesa,  Colombia y Venezuela.